# Ipomoea horsfalliae
Ipomoea horsfalliae là một loài thực vật có hoa trong họ Bìm bìm. Loài này được Hook. mô tả khoa học đầu tiên.

## Hình ảnh

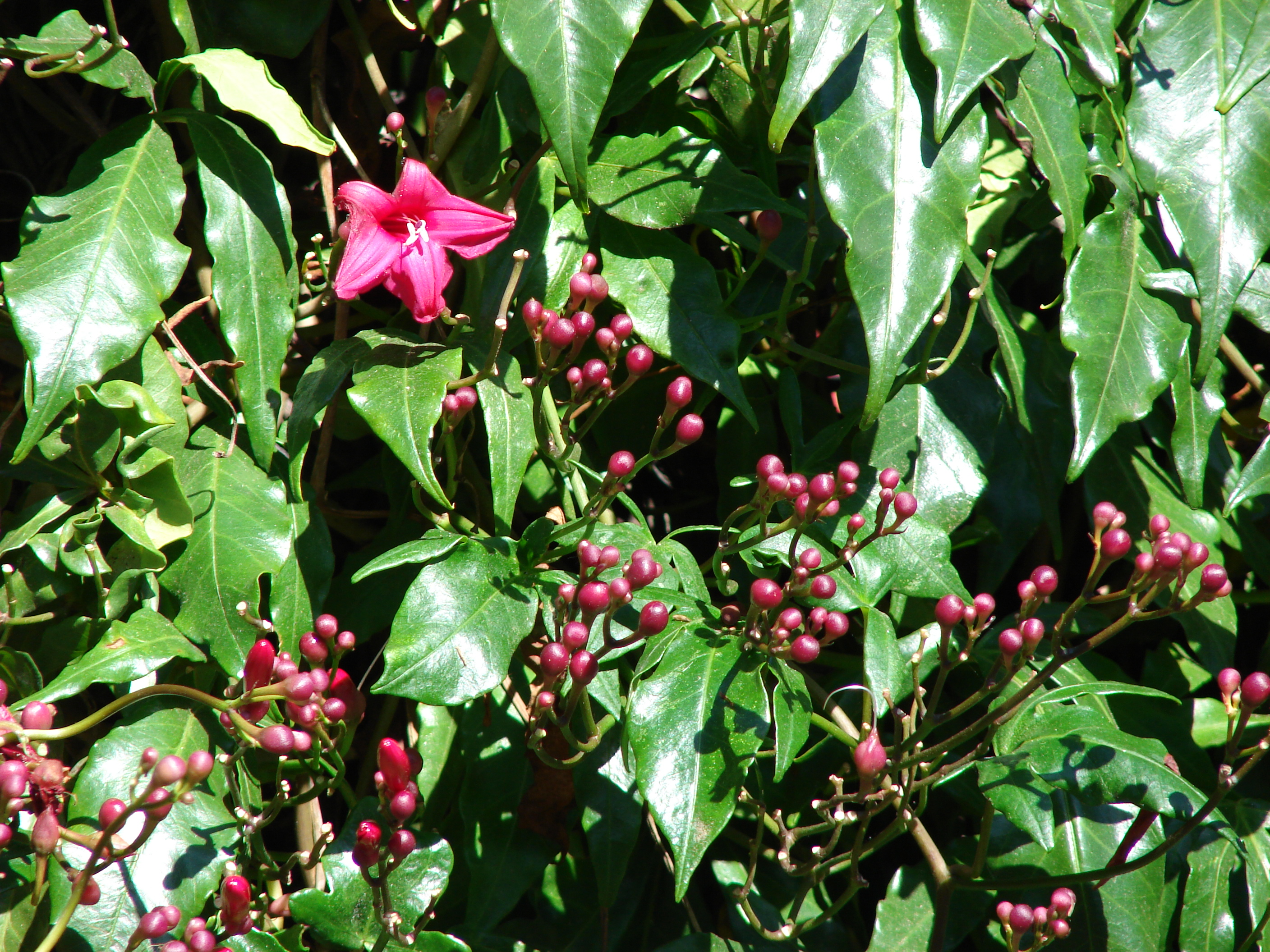
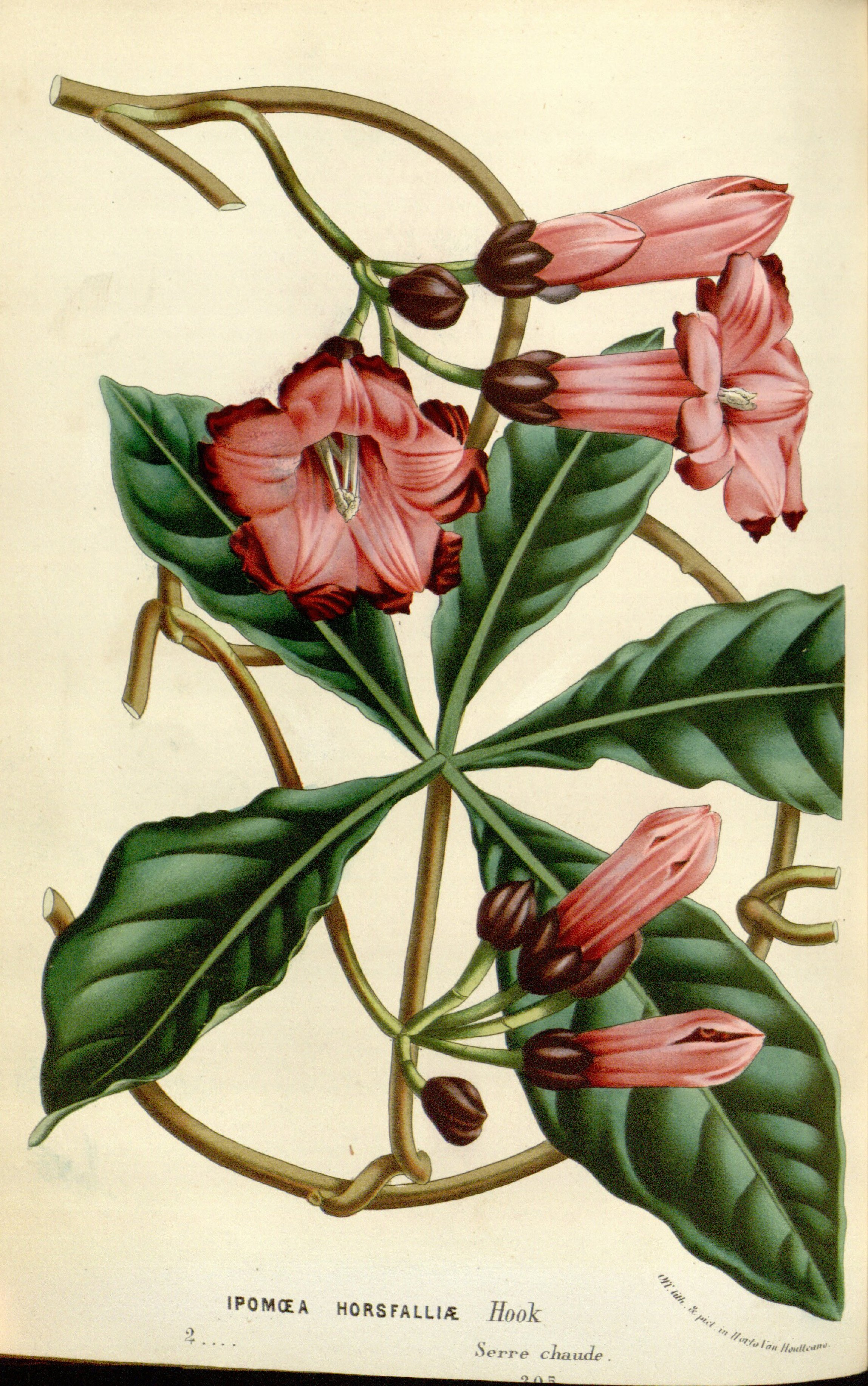
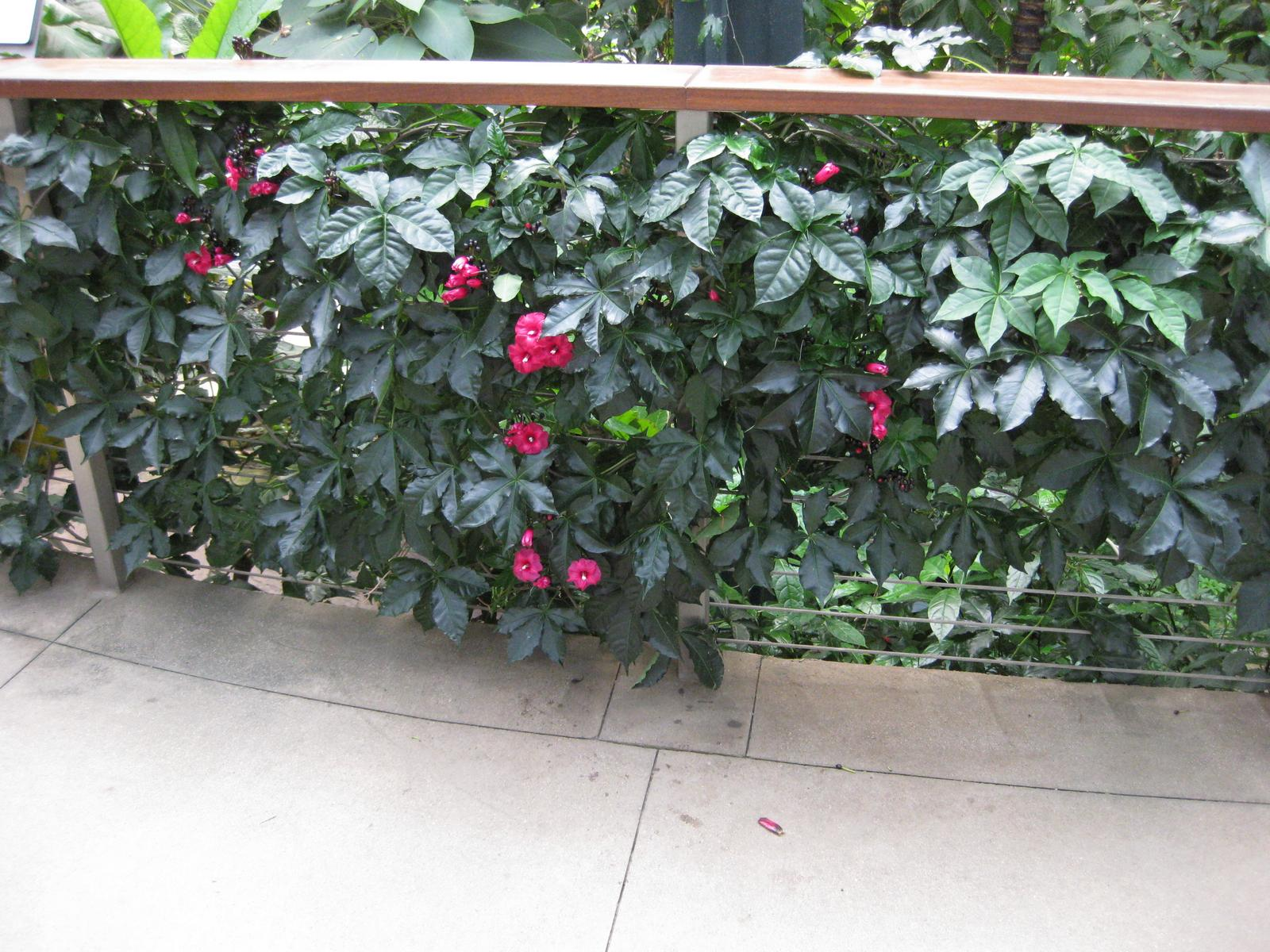
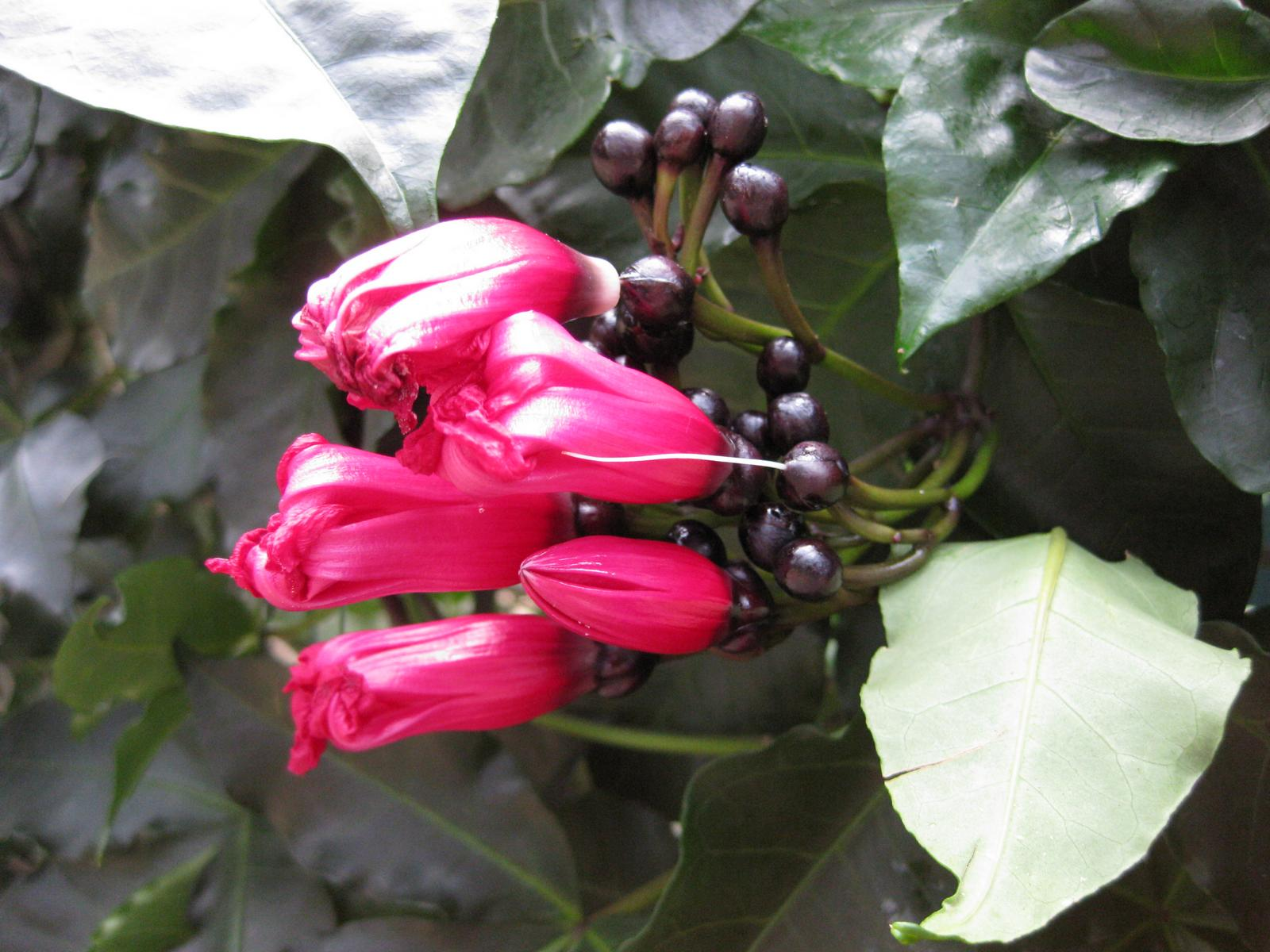